# Saison 1957-1958 de l'AS Saint-Étienne
Chronologie
Saison précédente Saison suivante
Cette page présente la saison 1957-1958 de l'AS Saint-Étienne. Le club évolue en Division 1, en Coupe de France, en Coupe Drago et participe à la Coupe d’Europe des Clubs Champions.

## Résumé de la saison
- Pas de confirmation cette saison avec une petite 7e place au classement. Par contre, le club remporte pour la seconde fois la Coupe Drago
- En Coupe d’Europe, les Verts seront éliminés dès leur entrée en scène par les Glasgow Rangers. Premier tour d’essai raté.
- Au niveau de l’effectif, un petit nouveau va jouer cette saison. Et on va le voir pendant de très nombreuses années encore : Robert Herbin.
- Les Verts ne vont pas connaître la défaite avant la 22e journée de championnat. Mais durant ces 21 premières journées, il y aura 16 matchs nuls et seulement 5 victoires ! En fin de championnat, Rachid Mekloufi et Eugène N'Jo Léa vont se blesser en toute fin de rencontre contre Béziers lors de la 30e journée. Sur les 4 matchs restants, les Verts vont perdre 3 fois et faire seulement un match nul .

## Équipe professionnelle

### Transferts
Sont considérés comme arrivées, des joueurs n’ayant pas joué avec l’équipe 1 la saison précédente.
| Nom                  | Nationalité | Poste     | Transfert | Provenance/Destination | Division      |
| -------------------- | ----------- | --------- | --------- | ---------------------- | ------------- |
| Arrivées             |             |           |           |                        |               |
| Maryan Paszko        |             | Gardien   | Transfert | La Combelle            | -             |
| Robert Philippe      |             | Gardien   | Transfert | RC Strasbourg          | Division 2    |
| Ginès Gonzales       |             | Défenseur | -         | -                      | Formé au club |
| Robert Herbin        |             | Milieu    | -         | -                      | Formé au club |
| Jean-Baptiste Bordas |             | Milieu    | -         | -                      | Formé au club |
| Henri Braizat        |             | Milieu    | Transfert | RCFC Besançon          | Division 2    |
| Gérard Coinçon       |             | Attaquant | -         | -                      | Formé au club |
| Ferenc Nyers         |             | Attaquant | -         | -                      | -             |
| Départs              |             |           |           |                        |               |
| Emile Wassmer        |             | Défenseur | -         | -                      | -             |
| Lucien Baudino       |             | Milieu    | Transfert | LB Châteauroux         | -             |
| Paul Joz             |             | Milieu    | -         | -                      | -             |
| Assassi Fellahi      |             | Milieu    | -         | -                      | -             |
| Armand Fouillen      |             | Attaquant | Transfert | Valenciennes           | Division 1    |
| Kees Rijvers         |             | Attaquant | Transfert | Feyenoord              | Eredivisie    |

### Championnat

#### Matchs allers
| Date       | N o | Adversaire             | Lieu | Résultat | Buteurs pour Saint-Étienne                                      | Points | Classement |
| ---------- | --- | ---------------------- | ---- | -------- | --------------------------------------------------------------- | ------ | ---------- |
| 18/08/1957 | J01 | AS Béziers             | Ext. | 2 – 2    | Goujon 63e, Lefèvre 76e                                         | 1      | 10         |
| 25/08/1957 | J02 | Lille OSC              | Ext. | 1 - 2    | Lefèvre 37e, N’Jo Léa 43e                                       | 3      | 6          |
| 08/09/1957 | J03 | Toulouse FC            | Dom. | 1 – 1    | Goujon 84e                                                      | 4      | 7          |
| 15/09/1957 | J04 | Olympique Alès         | Dom. | 2 – 2    | Goujon 33e, Domingo 40e                                         | 5      | 8          |
| 18/09/1957 | J05 | FC Metz                | Ext. | 0 - 2    | Cristobal 67e , Ferrier 81e                                     | 7      | 5          |
| 22/09/1957 | J06 | FC Sochaux             | Dom. | 2 – 2    | Goujon 13e, Nyers 82e                                           | 8      | 4          |
| 29/09/1957 | J07 | OGC Nice               | Dom. | 1 – 1    | Mekloufi 14e                                                    | 9      | 5          |
| 13/10/1957 | J08 | RC Paris               | Ext. | 1 – 1    | Ferrier 20e                                                     | 10     | 7          |
| 20/10/1957 | J09 | US Valenciennes-Anzin  | Dom. | 5 - 1    | N’Jo Léa 27e, Ferrier 40e (pen.), Mekloufi 58e, Lefèvre 59e 72e | 12     | 4          |
| 01/11/1957 | J10 | Nîmes Olympique        | Ext. | 2 – 2    | Cristobal 35e, N’Jo Léa 80e                                     | 13     | 4          |
| 03/11/1957 | J11 | Olympique lyonnais     | Dom. | 1 – 1    | Cristobal 80e                                                   | 14     | 4          |
| 10/11/1957 | J12 | Olympique de Marseille | Dom. | 1 – 1    | Ferrier 15e                                                     | 15     | 4          |
| 17/11/1957 | J13 | AS Monaco FC           | Ext. | 0 – 0    | -                                                               | 16     | 4          |
| 24/11/1957 | J14 | UA Sedan-Torcy         | Ext. | 1 – 1    | N’Jo Léa 25e                                                    | 17     | 5          |
| 01/12/1957 | J15 | Stade de Reims         | Dom. | 0 – 0    | -                                                               | 18     | 4          |
| 08/12/1957 | J16 | RC Lens                | Dom. | 3- 1     | Ferrier 7e, Domingo 27e 78e                                     | 20     | 3          |
| 15/12/1957 | J17 | Angers SCO             | Dom. | 2 – 2    | Herbin 12e, Tylinski R. 88e                                     | 21     | 5          |

#### Matchs retours
| Date       | N o | Adversaire             | Lieu | Résultat | Buteurs pour Saint-Étienne                                           | Points | Classement |
| ---------- | --- | ---------------------- | ---- | -------- | -------------------------------------------------------------------- | ------ | ---------- |
| 22/12/1957 | J18 | Toulouse FC            | Ext. | 2 – 3    | N’Jo Léa 5e 70e, Nyers 38e                                           | 23     | 3          |
| 29/12/1957 | J19 | UA Sedan-Torcy         | Dom. | 3 – 3    | N’Jo Léa 39e 59e, Goujon 45e                                         | 24     | 3          |
| 05/01/1958 | J20 | FC Metz                | Dom. | 2 – 2    | Domingo 25e , Herbin 51e                                             | 25     | 3          |
| 19/01/1958 | J21 | US Valenciennes-Anzin  | Ext. | 0 – 0    | -                                                                    | 26     | 3          |
| 26/01/1958 | J22 | RC Paris               | Dom. | 0 - 1    | -                                                                    | 26     | 5          |
| 09/02/1958 | J23 | RC Lens                | Ext. | 1 - 3    | Goujon 8e 78e, Nyers 89e                                             | 28     | 3          |
| 16/02/1958 | J24 | Olympique de Marseille | Ext. | 1 - 0    | -                                                                    | 28     | 6          |
| 23/02/1958 | J25 | AS Monaco FC           | Dom. | 2 - 1    | Domingo 39e (pen.), N’Jo Léa 72e                                     | 30     | 5          |
| 09/03/1958 | J26 | FC Sochaux             | Ext. | 4 -1     | N’Jo Léa 55e                                                         | 30     | 6          |
| 16/03/1958 | J27 | Lille OSC              | Dom. | 6 - 2    | Nyers 14e 70e, N’Jo Léa 19e, Mekloufi 60e, Ferrier 63e, Oleksiak 74e | 32     | 5          |
| 23/03/1958 | J28 | Olympique lyonnais     | Ext. | 0 - 2    | N’Jo Léa 73e 75e                                                     | 34     | 4          |
| 30/03/1958 | J29 | Olympique Alès         | Ext. | 0 - 2    | N’Jo Léa 46e, Nyers 81e                                              | 36     | 4          |
| 13/04/1958 | J30 | AS Béziers             | Dom. | 1 -2     | Mekloufi 80e                                                         | 36     | 4          |
| 20/04/1958 | J31 | Nîmes Olympique        | Dom. | 1 – 1    | Domingo 73e                                                          | 37     | 4          |
| 01/05/1958 | J32 | OGC Nice               | Ext. | 6 -1     | Peyroche 22e                                                         | 37     | 5          |
| 04/05/1958 | J33 | Angers SCO             | Dom. | 0 -3     | -                                                                    | 37     | 5          |
| 11/05/1958 | J34 | Stade de Reims         | Ext. | 0 -4     | -                                                                    | 37     | 7          |

#### Classement
En cas d'égalité entre deux clubs, le premier critère de départage est la moyenne de buts.
| Rang | Équipe                 | Pts | J  | G  | N  | P  | Bp | Bc | GA    |
| ---- | ---------------------- | --- | -- | -- | -- | -- | -- | -- | ----- |
| 1    | Stade de Reims C       | 48  | 34 | 22 | 4  | 8  | 89 | 42 | 2,119 |
| 2    | Nîmes Olympique        | 41  | 34 | 16 | 9  | 9  | 61 | 39 | 1,564 |
| 3    | AS Monaco FC           | 41  | 34 | 15 | 11 | 8  | 50 | 35 | 1,429 |
| 4    | Angers SCO             | 41  | 34 | 16 | 9  | 9  | 65 | 46 | 1,413 |
| 5    | UA Sedan-Torcy         | 38  | 34 | 16 | 6  | 12 | 74 | 70 | 1,057 |
| 6    | Lille OSC P            | 37  | 34 | 17 | 3  | 14 | 71 | 59 | 1,203 |
| 7    | AS Saint-Étienne T     | 37  | 34 | 10 | 17 | 7  | 55 | 52 | 1,058 |
| 8    | Olympique lyonnais     | 35  | 34 | 13 | 9  | 12 | 51 | 53 | 0,962 |
| 9    | RC Paris               | 33  | 34 | 13 | 7  | 14 | 61 | 62 | 0,984 |
| 10   | Toulouse FC            | 33  | 34 | 13 | 7  | 14 | 53 | 57 | 0,93  |
| 11   | RC Lens                | 33  | 34 | 13 | 7  | 14 | 55 | 62 | 0,887 |
| 12   | FC Sochaux             | 32  | 34 | 13 | 6  | 15 | 61 | 61 | 1     |
| 13   | OGC Nice               | 31  | 34 | 10 | 11 | 13 | 71 | 53 | 1,34  |
| 14   | Olympique Alès P       | 28  | 34 | 10 | 8  | 16 | 41 | 59 | 0,695 |
| 15   | US Valenciennes-Anzin  | 28  | 34 | 8  | 12 | 14 | 37 | 64 | 0,578 |
| 16   | Olympique de Marseille | 26  | 34 | 8  | 10 | 16 | 46 | 65 | 0,708 |
| 17   | FC Metz                | 26  | 34 | 9  | 8  | 17 | 45 | 68 | 0,662 |
| 18   | AS Béziers P           | 24  | 34 | 9  | 6  | 19 | 38 | 77 | 0,494 |

Victoire à 2 points
Qualification européenne
- 1er : qualifié pour la Coupe des clubs champions européens

Relégation
- 17e et 18e : relégation en Division 2

Abréviations
T : Tenant du titre

C : Vainqueur de la Coupe de France 1957-58

P : Promus de Division 2
En raison du passage de la D1 de 18 à 20 clubs pour la saison suivante, quatre clubs de D2 gagnent le droit de monter en D1, à savoir le FC Nancy, le Stade rennais UC, le Limoges FC et le RC Strasbourg.

### Coupe d'Europe des Clubs Champions

#### Tableau récapitulatif des matchs
| Date       | N o             | Adversaire      | Lieu                                  | Résultat | Buteurs pour Saint-Étienne | Suite    |
| ---------- | --------------- | --------------- | ------------------------------------- | -------- | -------------------------- | -------- |
| 04/09/1957 | 1er tour aller  | Glasgow Rangers | Ibrox Stadium, Glasgow                | 3- 1     | Mekloufi 14e               | -        |
| 25/09/1957 | 1er tour retour | Glasgow Rangers | Stade Geoffroy-Guichard,Saint-Étienne | 2 - 1    | Oleksiak 11e, Ferrier 87e  | Éliminés |

### Coupe de France

#### Tableau récapitulatif des matchs
| Date       | N o              | Adversaire | Lieu                        | Résultat | Buteurs pour Saint-Étienne                             | Suite                           |
| ---------- | ---------------- | ---------- | --------------------------- | -------- | ------------------------------------------------------ | ------------------------------- |
| 13/01/1958 | 32èmes de finale | Merlebach  | Parc des Princes,Paris      | 5 - 3 ap | Nyers 35e, Ferrier 78e 118e, Peyroche 86e, Goujon 113e | Qualifiés pour le prochain tour |
| 02/02/1958 | 16èmes de finale | FC Sète    | Stade de Sauclières,Béziers | 1- 3     | Domingo 70e                                            | Éliminés                        |

### Coupe de Drago

#### Tableau récapitulatif des matchs
| Date       | N o            | Adversaire          | Lieu                                  | Résultat | Buteurs pour Saint-Étienne                               | Suite                           |
| ---------- | -------------- | ------------------- | ------------------------------------- | -------- | -------------------------------------------------------- | ------------------------------- |
| 01/03/1958 | 2e tour        | FC Grenoble         | Stade Lesdiguières, Grenoble          | 1 - 2    | Nyers 36e, Oleksiak 88e                                  | Qualifiés pour le prochain tour |
| 06/04/1958 | 1/8e de finale | Limoges FC          | Stade Saint-Lazare, Limoges           | 1 - 3    | Oleksiak 14e 18e, Goujon 37e                             | Qualifiés pour le prochain tour |
| 08/05/1958 | 1/4 de finale  | Stade rennais FC    | Stade Geoffroy-Guichard,Saint-Étienne | 4 - 1    | Nyers 16e, N’Jo Léa 39e, Imbernon 42e (csc), Braizat 66e | Qualifiés pour le prochain tour |
| 21/05/1958 | 1/2 finale     | Sporting Toulon Var | Stade Vélodrome,Marseille             | 3 - 2    | Braizat 29e, N’Jo Léa 60e, Oleksiak 87e                  | Qualifiés pour la finale        |
| 07/06/1958 | Finale         | OGC Nice            | Stade de la Prairie, Alès             | 2 - 1    | Nyers 47e, Oleksiak 57e                                  | Vainqueurs                      |

### Statistiques

#### Buteurs
| Place | Nom              | Division 1 | Coupe de France | Coupe Drago | Coupe d’Europe des Clubs Champions | TOTAL des BUTS |
| 1     | Eugène N'Jo Léa  | 14 buts    | -               | 2 buts      | -                                  | 16 buts        |
| 2     | Ferenc Nyers     | 6 buts     | 1 but           | 3 buts      | -                                  | 10 buts        |
| 3     | René Ferrier     | 6 buts     | 2 buts          | -           | 1 but                              | 9 buts         |
| 3     | Yvon Goujon      | 7 buts     | 1 but           | 1 but       | -                                  | 9 buts         |
| 5     | René Domingo     | 6 buts     | 1 but           | -           | -                                  | 7 buts         |
| 5     | Jean Oleksiak    | 1 but      | -               | 5 buts      | 1 but                              | 7 buts         |
| 7     | Rachid Mekloufi  | 4 buts     | -               | -           | 1 but                              | 5 buts         |
| 8     | Bernard Lefèvre  | 4 buts     | -               | -           | -                                  | 4 buts         |
| 9     | Michel Cristobal | 3 buts     | -               | -           | -                                  | 3 buts         |
| 10    | Robert Herbin    | 2 buts     | -               | -           | -                                  | 2 buts         |
| 10    | Henri Braizat    | -          | -               | 2 buts      | -                                  | 2 buts         |
| 10    | Georges Peyroche | 1 but      | 1 but           | -           | -                                  | 2 buts         |
| 13    | Richard Tylinski | 1 but      | -               | -           | -                                  | 1 but          |
| #     | contre son camp  | -          | -               | 1 but       | -                                  | 1 but          |
| Total | 13 buteurs       | 55 buts    | 6 buts          | 14 buts     | 3 buts                             | 78 buts        |

Date de mise à jour : le 13 novembre 2014.

#### Affluences
Affluence de l'AS Saint-Étienne à domicile

### Équipe de France
Claude Abbes est le premier Stéphanois à disputer une Coupe de Monde, en l’occurrence celle de 1958 en Suède, avec finalement une 3e place pour la France. Il compte cette saison sept sélections. Trois autres Stéphanois auront les honneurs de l’Équipe de France avec chacun une sélection : Rachid Mekloufi, René Domingo et Richard Tylinski
| Joueurs          | Position  | Date       | Lieu       | Adversaire      | Type rencontre | Score | Temps de jeu | Buts |
| Claude Abbes     | Gardien   | 27.10.1957 | Bruxelles  | Belgique        | Amical         | 0 – 0 | 90           | -    |
| Claude Abbes     | Gardien   | 27.11.1957 | Londres    | Angleterre      | Amical         | 4 -0  | 90           | -    |
| Claude Abbes     | Gardien   | 13.03.1958 | Paris      | Espagne         | Amical         | 2 – 2 | 90           | -    |
| Claude Abbes     | Gardien   | 15.06.1958 | Orebro     | Écosse          | Coupe du monde | 1 - 2 | 90           | -    |
| Claude Abbes     | Gardien   | 19.06.1958 | Norrköping | Irlande du Nord | Coupe du monde | 0 - 4 | 90           | -    |
| Claude Abbes     | Gardien   | 24.06.1958 | Solna      | Brésil          | Coupe du monde | 2 -5  | 90           | -    |
| Claude Abbes     | Gardien   | 28.06.1958 | Göteborg   | R.F.A.          | Coupe du monde | 3 - 6 | 90           | -    |
| René Domingo     | Défenseur | 27.11.1957 | Londres    | Angleterre      | Amical         | 4 -0  | 90           | -    |
| Richard Tylinski | Défenseur | 27.11.1957 | Londres    | Angleterre      | Amical         | 4 -0  | 90           | -    |
| Rachid Mekloufi  | Attaquant | 25.12.1957 | Colombes   | Bulgarie        | Amical         | 2 – 2 | 54           | -    |

5 stéphanois ont joué en Équipe de France Espoirs cette année-là.
| Joueurs          | Position  | Date       | Lieu   | Adversaire | Type rencontre | Score | Temps de jeu | Buts |
| Richard Tylinski | Défenseur | 06.10.1957 | Rennes | Hongrie    | Amical         | 3 - 1 | 90           | -    |
| Robert Herbin    | Défenseur | 06.10.1957 | Rennes | Hongrie    | Amical         | 3 - 1 | 90           | -    |
| René Ferrier     | Milieu    | 06.10.1957 | Rennes | Hongrie    | Amical         | 3 - 1 | 90           | -    |
| Jean Oleksiak    | Attaquant | 06.10.1957 | Rennes | Hongrie    | Amical         | 3 - 1 | 90           | 13e  |
| Yvon Goujon      | Attaquant | 06.10.1957 | Rennes | Hongrie    | Amical         | 3 - 1 | 90           | -    |